# Генерал армії

Знак розрізнення американського генерала армії

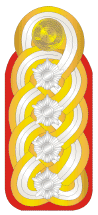
Знак розрізнення генерала армії Національної народної армії

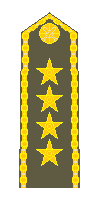
Погон чеського генерала армії

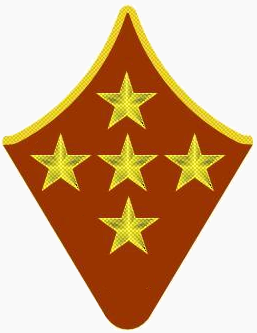
Знак розрізнення генерала армії СРСР з 1940 по 1943

Генера́л а́рмії — військове звання вищого офіцерського складу в арміях деяких держав світу. У тих арміях, де є звання маршала, фельдмаршала або генерал-фельдмаршала звання «генерал армії» (або повний генерал) зазвичай друге за старшинством; а там, де таких звань немає, чин «генерал армії» є вищим (наприклад, у США). Вище за рангом ніж генерал-полковник, але нижче ніж маршал, Фельдмаршал.
У категорії військовослужбовців корабельного складу військово-морських сил званню генерал армії відповідає адмірал флоту.

## Звання «генерал армії» у державах світу
- Генерал армії (Бразилія)
- Генерал армії (НДР) (Armeegeneral)
- Генерал армії (Австро-Угорщина)
- Генерал армії (Ліберія) (General of the Army)
- Генерал армії (General de Ejército) (Парагвай)
- Генерал армії (Польща) (Generał armii)
- Генерал армії (Росія) (Генерал армии) (Росія)
- Генерал армії (Югославія) (Генерал армије)
- Генерал армії (СРСР) (Генерал армии)
- Генерал армії (США) (General of the Army)
- Генерал армії України (до 2020 року)
- Генерал армії (Чехія) (Armádní generál)

Також військове звання армійський генерал — у Збройних силах Франції.

## Звання еквівалентні званню генерала армії
- Фельдмаршал (Велика Британія) (Field Marshal)
- Jenderal Besar (Індонезія)
- Captain General (Іспанія)
- Da Jiang (Китай)
- Te Ji Shang Jiang (Тайвань)
- Wonsu (Північна Корея та Південна Корея)
- Comandante en Jefe (Куба)
- Рейхсфюрер-СС (Нацистська Німеччина)
- Pradhan Senapati (Непал)
- Chom Phon (Таїланд)
- Маршал Франції (Marshal of France) (Франція)
- Stožerni general (Хорватія)